# Claire Tabouret

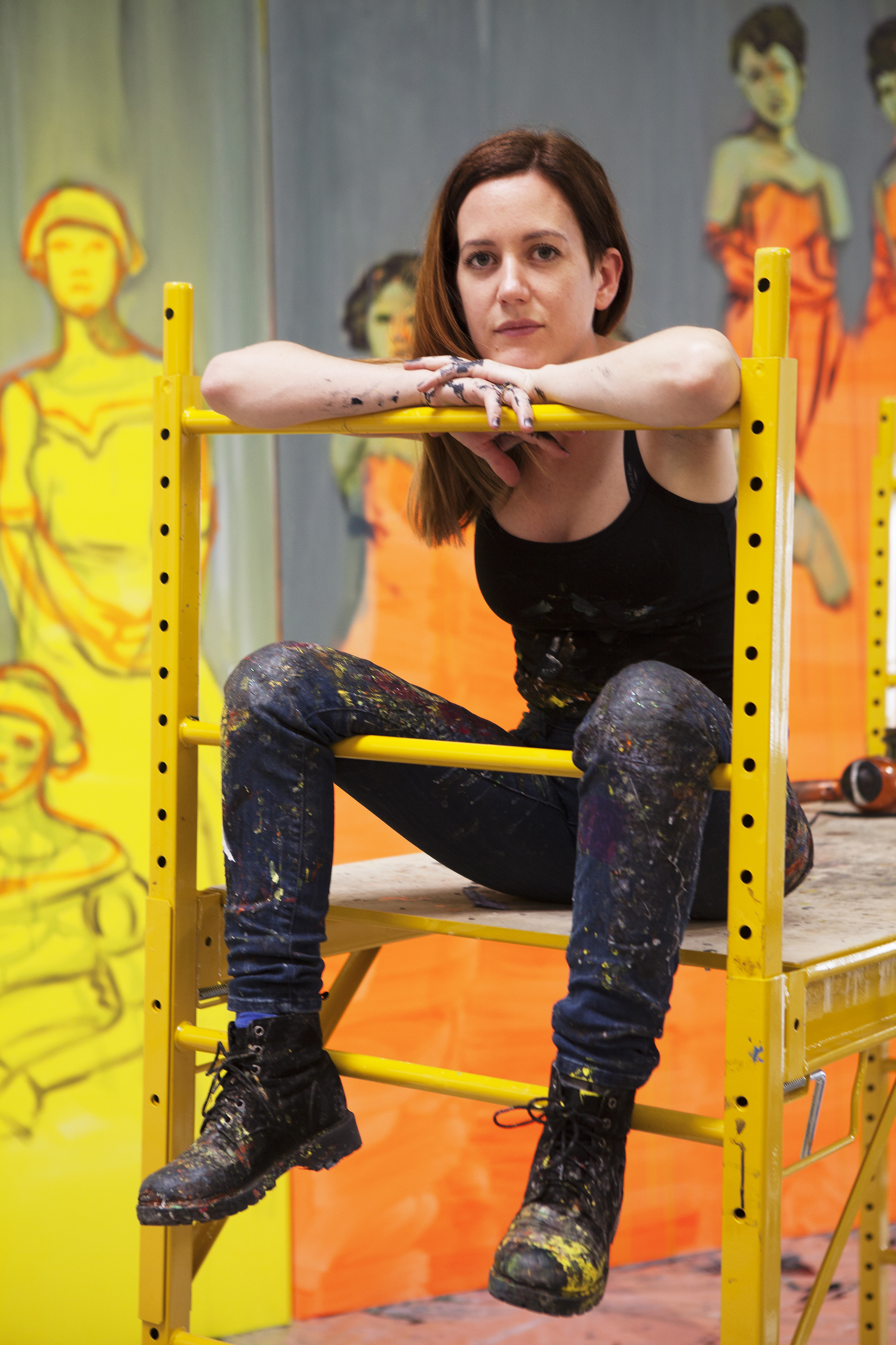
Claire Tabouret, 2016

Claire Tabouret (* 25. September 1981 in Pertuis) ist eine französische bildende Künstlerin, die in Paris und Los Angeles lebt und arbeitet.

## Leben
Claire Tabouret erhielt 2006 ihr Diplom in Bildender Kunst an der École nationale supérieure des beaux-arts de Paris und verbrachte 2005 ein Austauschjahr an der Cooper Union in New York. Seit 2015 lebt sie in Los Angeles.
Ihre Arbeiten wurden im Yuz Museum (Shanghai), in der Villa Medici (Rom), in der Friche Belle de Mai (Marseille), in der Night Gallery (Los Angeles), im Palazzo Fruscione (Salerno), im Drawing Center (New York) und im Palazzo Grassi (Venedig) ausgestellt.
Einige ihrer Werke wurden von bedeutenden Sammlungen erworben, darunter das Los Angeles County Museum of Art (LACMA), die Pinault-Stiftung, die Sammlung agnès b. und die FRAC Auvergne und Haute-Normandie.
Am 18. Dezember 2024 gab der französische Staatspräsident in einer Pressemitteilung bekannt, dass die von Claire Tabouret mit dem Glasermeister-Atelier Simon-Marq gebildete Arbeitsgemeinschaft den Auftrag erhält, neue Glasfenster in sechs Kapellen des südlichen Seitenschiffs der Kathedrale Notre-Dame de Paris zu gestalten.
Sie wird von den Galerien Almine Rech und Perrotin in Paris und der Night Gallery in Los Angeles vertreten.

## Einzelausstellungen (Auswahl)
- 2013: Les Insoumis, galerie du Jour - agnès b., Paris
- 2014: Le Regard, dedans dehors, Chapelle de la Visitation, Thonon-les-Bains
- 2015: Les Débutantes, Galerie Bugada & Cargnel, Paris
- 2016: Sparking ghosts, Museum Pietro Canonica, Rom
- 2016: Because of You, SADE gallery, Los Angeles
- 2017: The Dance of Icarus, Yuz Museum, Shanghai
- 2017: Claire Tabouret + Cash for Gold like Smoke for Mirrors and Land for Sea, Friche Belle de Mai, Marseille
- 2017: Neptune, Le Creux de l’enfer, Thiers
- 2017: One day I broke a mirror, Villa Medici, Rom
- 2017: Eclipse, Night Gallery, Los Angeles
- 2018: I am Crying Because you are not Crying, Galerie Almine Rech, Paris
- 2019: Portraits, galerie Almine Rech, Londres[10]
- 2020: Siblings, Galerie Perrotin, Séoul
- 2020: The Pull of the Sun, Night Gallery, Los Angeles
- 2021: Paysages d'intérieurs, Galerie Perrotin, Paris[11]

## Preise und Auszeichnungen
- 2011: Preis SJ Berwin[12]
- 2012: Preis Yishu 8, Artist in Residence in Peking[13]
- 2013: Preis Antoine Marin[14]
- 2014: Trophée des femmes en or, Kategorie Künstlerin[15]
- 2022: Ritter des Ordre des Arts et des Lettres[16]